# Ɣ̓
Ɣ̓ (minuscule : ɣ̓), appelé gamma virgule suscrite, est une lettre latine utilisée dans l’écriture du st’at’imcets et du thompson.
Il s’agit de la lettre gamma diacritée d’une virgule suscrite.

## Représentations informatiques
Le gamma virgule suscrite peut être représenté avec les caractères Unicode suivants : 
- décomposé (latin de base, alphabet phonétique international), diacritiques) :

| formes    | représentations | chaînes de caractères | points de code | descriptions                                              |
| --------- | --------------- | --------------------- | -------------- | --------------------------------------------------------- |
| capitale  | Ɣ̓               | Ɣ◌̓                    | U+0194 U+0313  | lettre majuscule latine gamma diacritique virgule en chef |
| minuscule | ɣ̓               | ɣ◌̓                    | U+0263 U+0313  | lettre minuscule latine gamma diacritique virgule en chef |

## Sources
- « How To Type nɬeʔkèpmxcín (Thompson River Salish) », MELTR. <http://www.meltr.org/Resources/Keyboards/ThompsonU.htm>
- L'alphabet nłeʔkepmxcin, FirstVoices.ca.